# Marco Paulo
Marco Paulo Faria de Lemos, noto semplicemente come Marco Paulo (Sintra, 28 maggio 1973), è un allenatore di calcio, dirigente sportivo ed ex calciatore portoghese, di ruolo centrocampista.

## Palmarès

### Giocatore

#### Competizioni nazionali
- Segunda Liga: 1

Paços de Ferreira: 1999-2000